# Chilenisch-portugiesische Beziehungen
Die chilenisch-portugiesischen Beziehungen beschreiben das zwischenstaatliche Verhältnis zwischen Chile und Portugal. Die Länder unterhalten seit der chilenischen Unabhängigkeit 1821 diplomatische Beziehungen.
Die bilateralen Beziehungen gelten als gut. Berührungspunkte sind heute die wachsenden Handelsbeziehungen und die gemeinsame Arbeit in internationalen Gremien wie dem Iberoamerika-Gipfel, der Lateinischen Union, der Welthandelsorganisation oder in den sich entwickelnden Beziehungen zwischen der EU und dem Mercosur, in dem Chile assoziiertes Mitglied ist. Zudem hat Chile seit 2018 Beobachterstatus in der Gemeinschaft der Portugiesischsprachigen Länder.
Auch die historische portugiesische Einwanderung ist zu nennen, gleichwohl diese in Chile deutlich geringer als etwa im Nachbarland Argentinien stattfand. Im Jahr 2014 waren 769 Bürger in den portugiesischen Konsulaten im Jahr 2014 in Chile registriert. In Portugal waren währenddessen 214 chilenische Staatsbürger gemeldet (Stand 2017).
In Portugal ist der Name Chiles im Alltag relativ präsent, etwa durch die in ganz Portugal früher sehr verbreitete Werbung für den chilenischen Dünger Nitrato de Chile oder auch den zentralen Lissabonner Platz Praça do Chile, auf dem eine von Chile gestiftete Statue Magellans steht. Der portugiesische Entdecker Fernão de Magalhães (spanisch: Magellan) betrat 1520 als erster Europäer das heutige Chile und ist damit ein wesentlicher Bezugspunkt in der Gründungsgeschichte des Landes.

## Geschichte

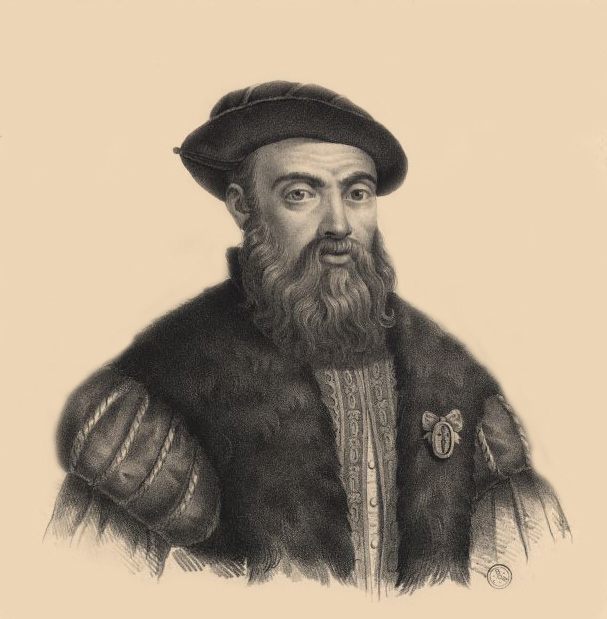
Der portugiesische Entdecker Fernão de Magalhães (spanisch: Magellan) war der erste Europäer im heutigen Chile

Der portugiesische Entdecker Ferdinand Magellan umsegelte 1520 die Südspitze Chiles und fand so die nach ihm benannte Magellanstraße. Er betrat dabei als erster Europäer das heutige Chile, in der Gegend des heutigen Punta Arenas.
Trotz des portugiesisch-spanischen Vertrages von Tordesillas (1494) suchten eine Vielzahl portugiesischer Händler, Handwerker, Söldner und Künstler ihr Glück auch in Spanien zugeschlagenen Gebieten Südamerikas, so auch in Chile. Jedoch kamen sie in weitaus geringerer Zahl hier her, da es keine Nachrichten über Gold- oder Silberfunde von hier gab.
Die in Rio de Janeiro residierende portugiesische Regierung erkannte im August 1821 die Unabhängigkeit Chiles als erster Staat an.
Am 28. Februar 1879 schlossen beide Länder in Santiago de Chile ein erstes Freundschafts-, Handels- und Schifffahrtsabkommen.
Am 26. November 1912 akkreditierte sich der portugiesische Schriftsteller und Diplomat Abel Botelho, Portugals Botschafter in Argentinien, als erster portugiesischer Botschafter in Chile. Das Land gehörte danach weiter zum Amtsbezirk der portugiesischen Vertreter in Argentinien, die sich in Santiago de Chile dazu doppelakkredtierten. 1926 eröffnete Portugal dann eine eigene Gesandtschaft (Legation) in der chilenischen Hauptstadt Santiago de Chile.

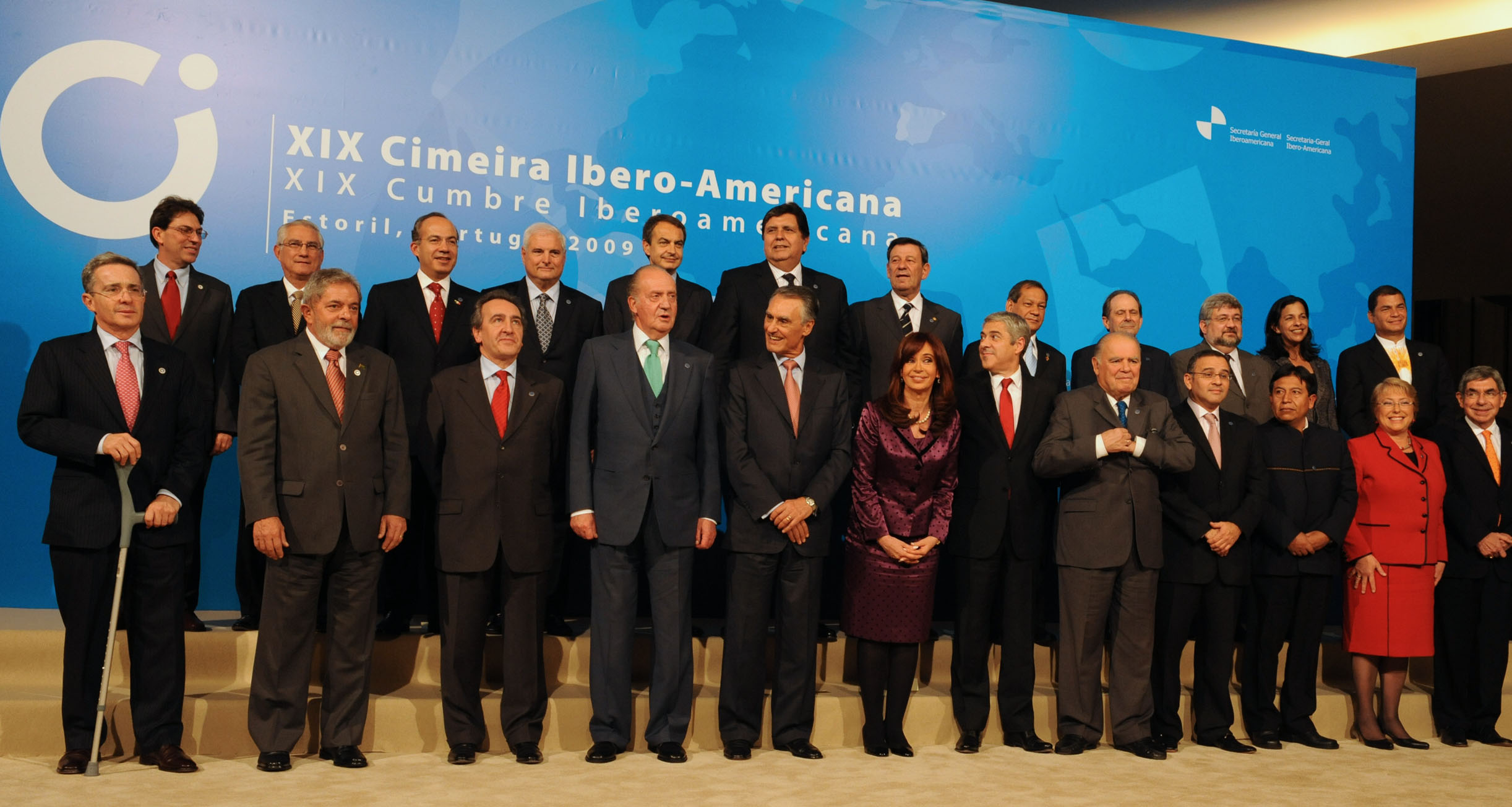
Gruppenbild der Staatschefs beim Iberoamerika-Gipfel 2009 im portugiesischen Estoril

Die seit 1932 etablierte Estado Novo-Diktatur in Portugal unterhielt vergleichsweise gute Beziehungen zu Chile. So wurde am 17. Juli 1958 ein neues chilenisch-portugiesisches Handelsabkommen unterzeichnet. Das strikt antikommunistische Regime in Portugal näherte sich dem Land aber vergleichsweise wenig an, insbesondere nach der Wahl des Sozialisten Salvador Allende zum Präsidenten Chiles 1970.
Nach dem Putsch in Chile 1973 zog Portugal seinen Botschafter aus Chile ab und ließ einen Honorarkonsul als seinen Vertreter zurück.
Mit der Nelkenrevolution 1974 endete das repressive Regime Portugals, doch ergaben sich keine wesentlichen Belebungen der Beziehungen in Folge des rechtsgerichteten Putsches in Chile 1973 und der folgenden Pinochet-Diktatur bis 1990. In der portugiesischen Öffentlichkeit spielte die Unterstützung der chilenischen Opposition in der Zeit eine Rolle, auch durch anhaltende Solidaritätsbekundungen und regelmäßige Veranstaltungen mit chilenischen Oppositionellen, etwa auf der linken Festa do Avante!, dem bis heute größten Kulturfestival in Portugal.
Auf offizieller Ebene näherten sich die beiden Staaten erst zum Ende der Pinochet-Diktatur etwas an. Nach ersten Absichtsbekundungen 1988, wieder gegenseitige Botschaften zu eröffnen, wurden am 26. Juni 1989 wieder direkte diplomatischen Beziehungen aufgenommen.

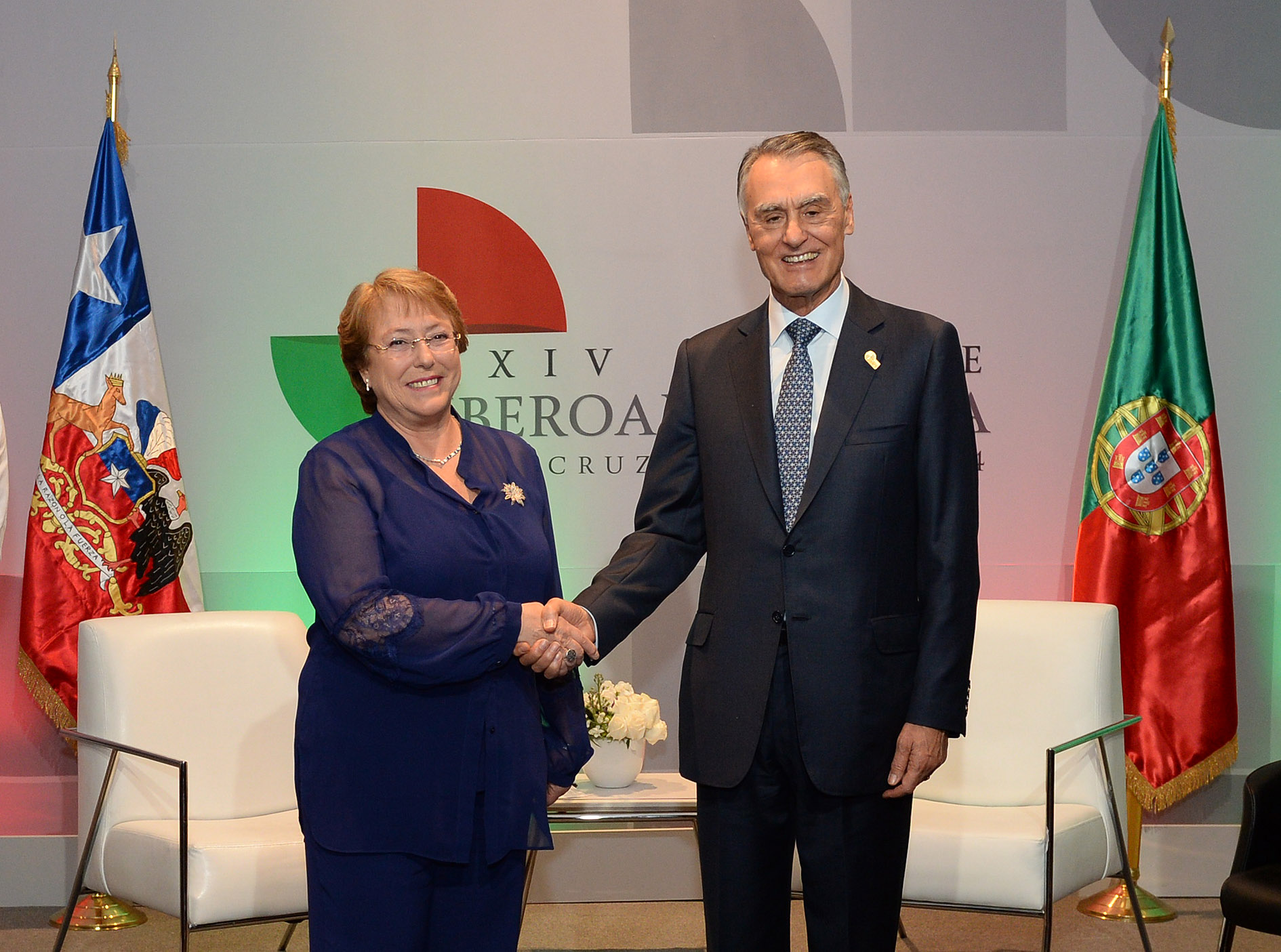
Chiles Präsidentin Michelle Bachelet und Portugals Staatspräsident Aníbal Cavaco Silva am Rande des Iberoamerika-Gipfels 2014 in Mexiko

Insbesondere seit den regelmäßigen Iberoamerika-Gipfeln (seit 1991) und dem Assoziierungsabkommen zwischen dem Mercosur und der EU (1995) traten die portugiesischen Beziehungen zu Lateinamerika in eine neue Phase. In diesem Zuge erfuhren auch die chilenisch-portugiesischen Beziehungen eine Belebung. Ein erstes Resultat war das gegenseitige Investitionsabkommen vom 8. April 1995. Unter den weiteren Abkommen ist v. a. das 2001 vereinbarte gegenseitige Sozialversicherungsabkommen zu nennen.
Auch die gegenseitigen Staatsbesuche nahmen seither zu, insbesondere nach dem Besuch des portugiesischen Präsidenten Mário Soares in Chile im Juli 1993. Unter den folgenden Besuchen zu nennen sind der Besuch des chilenischen Präsidenten Ricardo Lagos in Portugal 2001 und der Besuch des portugiesischen Präsidenten Jorge Sampaio in Chile 2006.
Im März 2007 schlossen beide Staaten in Lissabon ein neues Kooperationsabkommen u. a. für die Bereiche Bildung, Wissenschaft, Kultur, Jugend und Sport. Es folgten eine Vielzahl weiterer gegenseitiger Besuche und Vereinbarungen, u. a. ein Memorandum of Understanding in Energiefragen und gegenseitige Wirtschafts- und Unternehmerbesuche.
Auf der 12. Konferenz der Gemeinschaft der Portugiesischsprachigen Länder in Kap Verde am 17. und 18. Juli 2018 erhielt Chile den Status eines Beobachters.

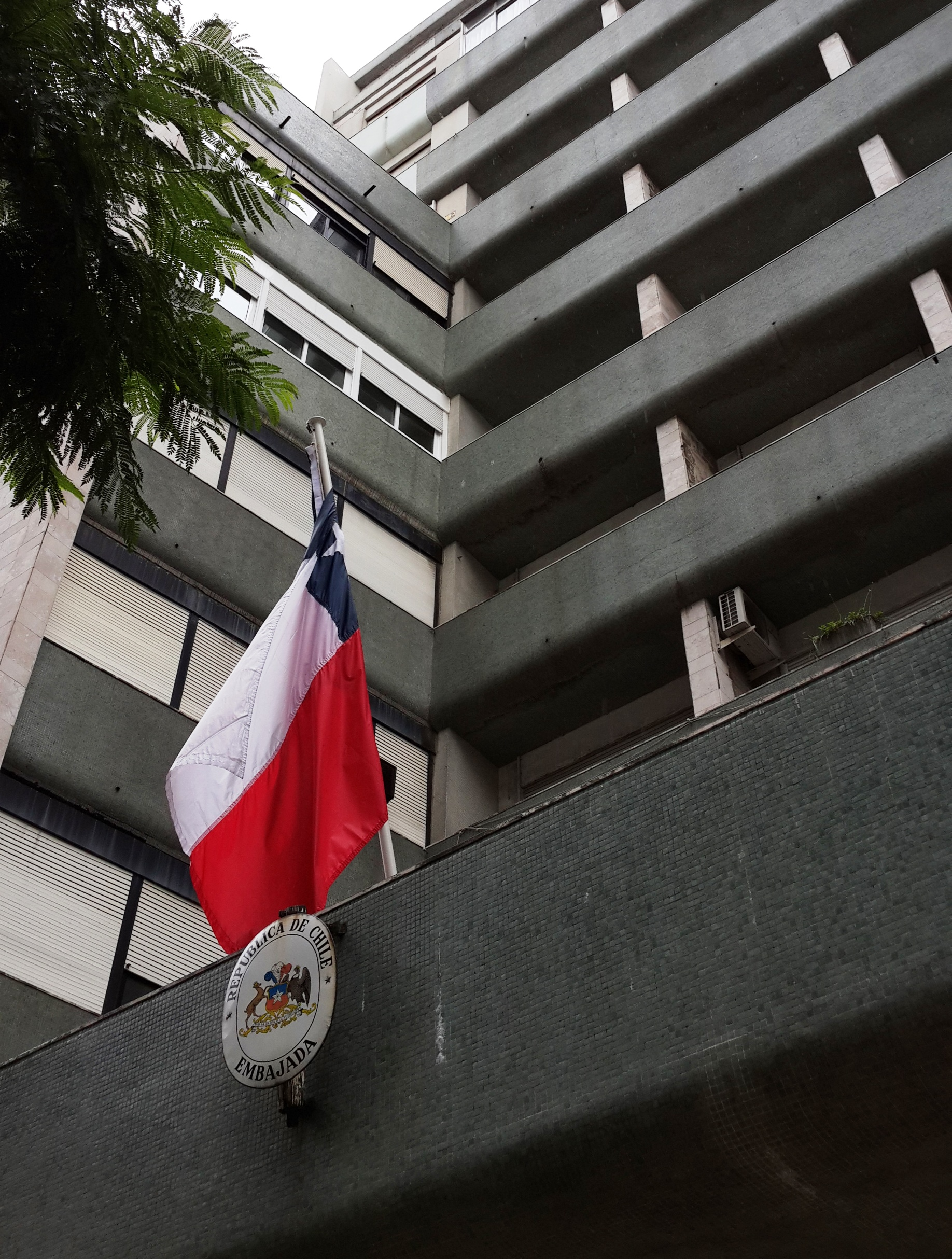
Die chilenische Botschaft in Lissabon

## Diplomatie
Portugal unterhält eine Botschaft in der chilenischen Hauptstadt Santiago de Chile. Portugiesische Konsulate sind in Chile keine eingerichtet.
Chile führt ebenfalls eine eigene Botschaft in Portugal, in der Innenstadt von Lissabon. In Porto bestand zudem ein Honorarkonsulat Chiles, es wurde zwischenzeitlich jedoch ausgesetzt.

## Wirtschaft
Die portugiesische Außenhandelskammer AICEP unterhält ein Vertretungsbüro an der portugiesischen Botschaft in der chilenischen Hauptstadt Santiago de Chile, zudem besteht mit der Câmara Bilateral no Chile eine bilaterale chilenisch-portugiesische Auslandshandelskammer in Santiago.

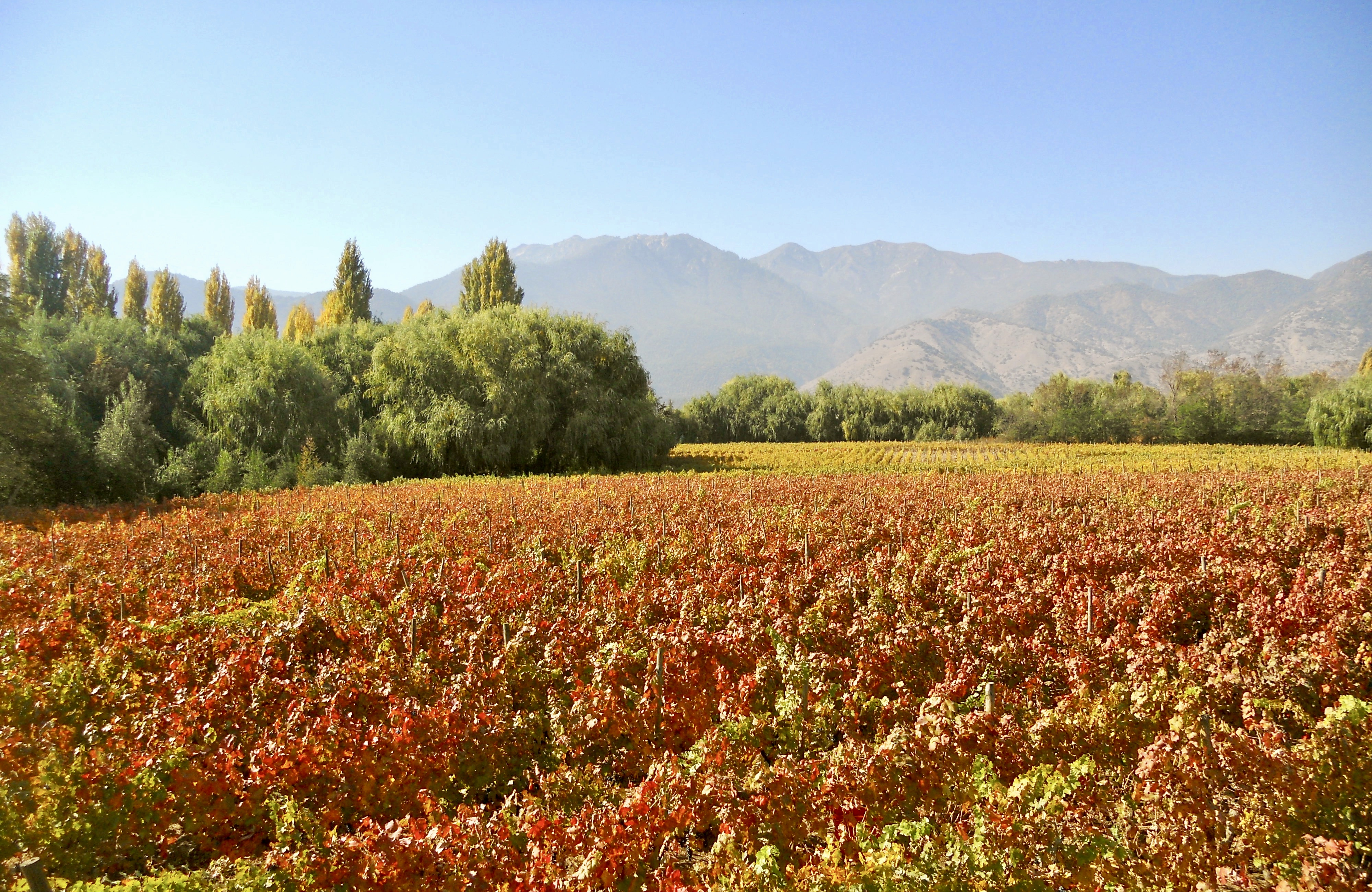
Das Carmenere-Weingut in Chile: der Kork für den chilenischen Wein gehört zu den bedeutendsten Einzel-Exportgütern Portugals nach Chile, während Weintrauben und anderes Obst das wichtigste Exportgut Chiles nach Portugal darstellt

Der bilaterale Handel ist im Wachstum begriffen. So waren im Jahr 2016 bereits 445 portugiesische Unternehmen im Handel mit Chile tätig, 2012 waren es noch 307.
Im Jahr 2016 exportierte Portugal Waren im Wert von 109,0 Mio. Euro nach Chile (2015: 103,1 Mio.; 2014: 90,3 Mio.; 2013: 77,4 Mio.; 2012: 86,4 Mio.), davon 34 % Maschinen und Geräte, 26,2 % Kork und Holz, 12,5 % Metallwaren, 8,6 % Kunststoffe und Gummi, 7,3 % Papier und Zellulose und 5,3 % Textilien.
Im gleichen Zeitraum lieferte Chile Waren im Wert von 52,2 Mio. Euro an Portugal (2015: 39,2 Mio.; 2014: 44,9 Mio.; 2013: 31,9 Mio.; 2012: 24,7 Mio.), davon 84,6 % landwirtschaftliche Erzeugnisse, 5,5 % Papier und Zellulose, 3,1 % Maschinen und Geräte, 2,00 % Lebensmittel und 1,7 % Leder und Häute.
Damit stand Chile für den portugiesischen Außenhandel mit Waren im Jahr 2016 an 44. Stelle als Abnehmer und an 60. Stelle als Lieferant, im chilenischen Außenhandel mit Waren stand Portugal an 60. Stelle unter den Abnehmern und an 38. Stelle unter den Lieferanten.

## Kultur
Das portugiesische Kulturinstitut Instituto Camões ist u. a. mit einem Sprachzentrum in Santiago de Chile und je einem Lektorat an der staatlichen Hochschule Universidad de Chile und an der Universidad de Santiago de Chile vertreten, auch die Betreuung des Lusitanistik-Lehrstuhls Cátedra Fernão Magalhães an der Universidad de Valparaíso ist zu nennen.
Während der Pinochet-Diktatur waren Lieder der chilenischen Opposition populär, die zudem den Liedern des portugiesischen Widerstands nahe standen, der in der portugiesischen Nelkenrevolution zum Erfolg gekommen war. Einige bekannte Lieder aus Chile wurden auch von portugiesischen Musikern gesungen, etwa das bekannte El pueblo unido oder das ins Portugiesische übertragene Lied Venceremos.
Die Künstlerin Aurélia de Sousa wurde 1866 in Chile geboren und stammte von portugiesischen Einwanderern ab. Bereits 1869 kehrte sie mit ihrer Familie nach Portugal zurück, wo sie sich später zur anerkannten Malerin entwickelte und bis zu ihrem Tod 1922 lebte und arbeitete.
Film
Gelegentlich ergeben sich Kooperationen zwischen dem chilenischen und dem portugiesischen Film, zuletzt etwa die argentinisch-chilenisch-portugiesisch-deutsche Produktion The Practice, mit der chilenischen Schauspielerin Catalina Saavedra und vom portugiesischen Regisseur Joaquim Sapinho mitproduziert.
Der chilenische Regisseur Raúl Ruiz drehte mehrfach in Portugal oder in portugiesischen Ko-Produktionen, darunter Werke wie Genealogien eines Verbrechens (1997), Die wiedergefundene Zeit (1999) oder auch Die Geheimnisse von Lissabon (2010), eine Verfilmung der gleichnamigen Erzählung des portugiesischen Schriftstellers Camilo Castelo Branco, die 2011 auch als Mini-Serie vom Fernsehsender arte in deutscher Sprache gesendet wurde.
Der Film Das Geisterhaus, die 1993 erschienene Verfilmung des bekannten Romans der chilenischen Autorin Isabel Allende, wurde teilweise in Portugal gedreht.

## Sport

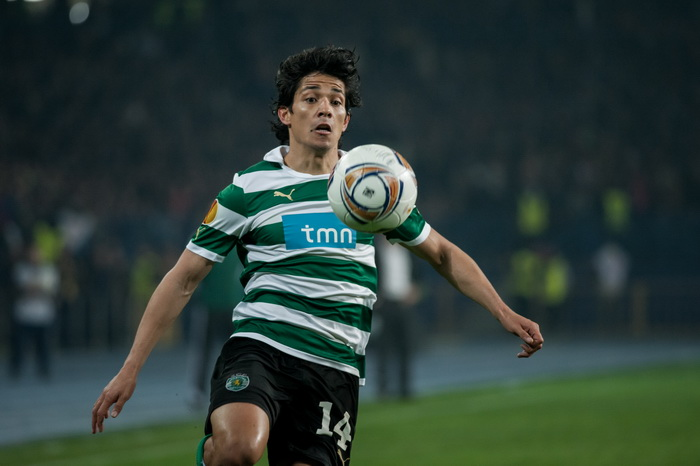
Matías Fernández im Einsatz für Sporting Lissabon (2012)

Fußball ist unbestrittener Nationalsport in beiden Ländern. Die chilenische Fußballnationalmannschaft und die Nationalelf Portugals haben bisher viermal gegeneinander gespielt (Stand März 2019), erstmals am 27. Mai 1928 in der Vorrunde bei den Olympischen Spielen in Amsterdam, das Spiel ging 4:2 für Portugal aus. Insgesamt war Portugal zweimal erfolgreich, zweimal trennte man sich unentschieden.
Die chilenische Fußballnationalmannschaft der Frauen und die portugiesische Frauen-Nationalelf trafen bisher einmal aufeinander (Stand März 2019). Beim Algarve-Cup trennten sie sich dabei am 4. März 2011 torlos 0:0.
Chilenische Fußballer spielen häufiger auch in Portugal, etwa Nationalspieler Nicolás Castillo, der in der Saison 2018/19 bei Benfica Lissabon unter Vertrag stand. Auch andere Nationalspieler wie Alejandro Osorio, Pablo Contreras, Matías Fernández, Mauricio Pinilla, Manuel Iturra, Rodrigo Tello, Jaime Valdés, David Henríquez, Juan Delgado, Luis Pedro Figueroa, Braulio Leal, Nicolás Canales, Cristián Uribe, Cristián Suárez, Diego Rubio, Fernando Santís, Jugendnationalspieler Martín Gálvez oder auch der deutschstämmige Alexander von Schwedler spielten in portugiesischen Klubs.
Chiles Fernando Riera war mehrmals Trainer in Portugal, u. a. bei Benfica Lissabon, wo er in den 1960er Jahren zweimal portugiesischer Fußballmeister wurde.